# Finnklint
Finnklint (Centaurea phrygia) är en växtart i familjen korgblommiga växter. 